# Liste der Lithografien in der Sammlung Duncker
Die Liste der Lithografien in der Sammlung Duncker zählt alle 960 Werke der Grafiksammlung von Alexander Duncker auf. Sie erschienen 1857–1883 als Die ländlichen Wohnsitze, Schlösser und Residenzen der ritterschaftlichen Grundbesitzer in der preußischen Monarchie nebst den Königlichen Familien-, Haus-Fideicommiss- und Schatull-Gütern in naturgetreuen, künstlerisch ausgeführten, farbigen Darstellungen nebst begleitendem Text in 16 Bänden. Im Anschluss an die Bildtafel, auf dem nächsten Blatt (also zwei Seiten danach), folgt jeweils ein beschreibender Text zum Bauwerk, dessen Geschichte, früheren Eigentümern und zeitgenössischem Besitz.

## Liste
- Die Schreibung der Objekte soll den Lithografien folgen. Im Register desselben Bandes und in der textlichen Beschreibung kam es bereits zu kleinen Abweichungen.
- Die Schreibung der Landkreise wurde vereinheitlicht und wechselte teilweise über die Jahrzehnte; ggf. auch amtlich.
- Gelegentliche Zuordnungsfehler der Provinzen im Register wurden korrigiert.
- Soweit hiesige Artikel mit genaueren Beschreibungen der Objekte bekannt sind, wurden diese verlinkt.

| Nr.                | Name                         | Provinz            | Kreis                   | Digital | Anmerkung |
| ------------------ | ---------------------------- | ------------------ | ----------------------- | ------- | --------- |
| Band 1, 1857–1858  | Band 1, 1857–1858            | Band 1, 1857–1858  | Band 1, 1857–1858       | zlb.de  | zlb.de    |
| 001                | Carow                        | Sachsen            | Jerichow II (Genthin)   | ZLB     |           |
| 002                | Redekin                      | Sachsen            | Jerichow II (Genthin)   | ZLB     |           |
| 003                | Burg Oerner                  | Sachsen            | Mansfelder Gebirgskreis | ZLB     |           |
| 004                | Bornstädt                    | Brandenburg        | Ost-Havelland           | ZLB     |           |
| 005                | Deutsch-Wartenberg           | Schlesien          | Grünberg                | ZLB     |           |
| 006                | Blankenfelde                 | Brandenburg        | Teltow                  | ZLB     |           |
| 007                | Dobrau                       | Schlesien          | Grottkau                | ZLB     |           |
| 008                | Vogelsang                    | Pommern            | Uckermünde              | ZLB     |           |
| 009                | Werdringen                   | Westphalen         | Hagen                   | ZLB     |           |
| 010                | Friedrichsfelde              | Brandenburg        | Nieder-Barnim           | ZLB     |           |
| 011                | Rutzau                       | Preussen           | Neustadt                | ZLB     |           |
| 012                | Dretzel                      | Sachsen            | Jerichow II (Genthin)   | ZLB     |           |
| 013                | Ottmachau                    | Schlesien          | Grottkau                | ZLB     |           |
| 014                | Ramstedt                     | Sachsen            | Wolmirstedt             | ZLB     |           |
| 015                | Flechtingen                  | Sachsen            | Gardelegen              | ZLB     |           |
| 016                | Baruth                       | Brandenburg        | Jüterbogk-Luckenwalde   | ZLB     |           |
| 017                | St. Ulrich                   | Sachsen            | Querfurth               | ZLB     |           |
| 018                | Tegel                        | Brandenburg        | Nieder-Barnim           | ZLB     |           |
| 019                | Parey                        | Sachsen            | Jerichow II (Genthin)   | ZLB     |           |
| 020                | Auras                        | Schlesien          | Wohlau                  | ZLB     |           |
| 021                | Brüninghausen                | Westphalen         | Dortmund                | ZLB     |           |
| 022                | Steinhöffel                  | Brandenburg        | Lebus                   | ZLB     |           |
| 023                | Friedersdorf                 | Brandenburg        | Lebus                   | ZLB     |           |
| 024                | Betzendorf (Apenburger Hof)  | Sachsen            | Salzwedel               | ZLB     |           |
| 025                | Reitwein                     | Brandenburg        | Lebus                   | ZLB     |           |
| 026                | Probstei Salzwedel           | Sachsen            | Salzwedel               | ZLB     |           |
| 027                | Falkenhagen                  | Brandenburg        | Lebus                   | ZLB     |           |
| 028                | Königliches Schloss zu Brühl | Rheinprovinz       | Cöln                    | ZLB     |           |
| 029                | Dönhoffstädt                 | Preussen           | Rastenburg              | ZLB     |           |
| 030                | Erxleben I                   | Sachsen            | Neuhaldensleben         | ZLB     | 484       |
| 031                | Friedrichstein               | Preussen           | Landkreis Königsberg    | ZLB     | 172       |
| 032                | Neuhardenberg                | Brandenburg        | Lebus                   | ZLB     |           |
| 033                | Alt-Madlitz                  | Brandenburg        | Lebus                   | ZLB     |           |
| 034                | Rauden                       | Schlesien          | Rybnik                  | ZLB     |           |
| 035                | Hohen-Jesar                  | Brandenburg        | Lebus                   | ZLB     |           |
| 036                | Carlsburg                    | Pommern            | Greifswald              | ZLB     |           |
| 037                | Domanze                      | Schlesien          | Schweidnitz             | ZLB     |           |
| 038                | Markendorf                   | Brandenburg        | Lebus                   | ZLB     |           |
| 039                | Libbnow                      | Pommern            | Greifswald              | ZLB     |           |
| 040                | Schloss Mon-Choix (Harnekop) | Brandenburg        | Ober-Barnim             | ZLB     |           |
| 041                | Rammelburg                   | Sachsen            | Mansfelder Gebirgskreis | ZLB     |           |
| 042                | Saabor                       | Schlesien          | Grünberg                | ZLB     |           |
| 043                | Wolfshagen                   | Brandenburg        | West-Priegnitz          | ZLB     |           |
| 044                | Gross-Weckow                 | Pommern            | Cammin                  | ZLB     |           |
| 045                | Bodelschwingh                | Westphalen         | Dortmund                | ZLB     |           |
| 046                | Sommerschenburg              | Sachsen            | Neuhaldensleben         | ZLB     |           |
| 047                | Semlow                       | Pommern            | Franzburg               | ZLB     |           |
| 048                | Goseck                       | Sachsen            | Querfurt                | ZLB     |           |
| 049                | Gusow                        | Brandenburg        | Lebus                   | ZLB     |           |
| 050                | Carolath                     | Schlesien          | Freystadt               | ZLB     |           |
| 051                | Neudörfchen                  | Preussen           | Marienwerder            | ZLB     |           |
| 052                | Cöthen                       | Brandenburg        | Ober-Barnim             | ZLB     |           |
| 053                | Schlobitten                  | Preussen           | Preussisch Holland      | ZLB     |           |
| 054                | Tantow                       | Pommern            | Randow                  | ZLB     |           |
| 055                | Griebenow                    | Pommern            | Grimmen                 | ZLB     |           |
| 056                | Zieckau                      | Brandenburg        | Luckau                  | ZLB     |           |
| 057                | Fischbach                    | Schlesien          | Hirschberg              | ZLB     |           |
| 058                | Cartlow                      | Pommern            | Demmin                  | ZLB     |           |
| 059                | Schwerinsburg                | Pommern            | Anclam                  | ZLB     |           |
| 060                | Görlsdorf                    | Brandenburg        | Angermünde              | ZLB     |           |
| Band 2, 1859–1860  | Band 2, 1859–1860            | Band 2, 1859–1860  | Band 2, 1859–1860       | zlb.de  | zlb.de    |
| 061                | Veynau                       | Rheinprovinz       | Euskirchen              | ZLB     |           |
| 062                | Rothkirch                    | Schlesien          | Liegnitz                | ZLB     |           |
| 063                | Lübbenau                     | Brandenburg        | Calau                   | ZLB     |           |
| 064                | Vietnitz                     | Brandenburg        | Königsberg              | ZLB     |           |
| 065                | Langheim                     | Preussen           | Rastenburg              | ZLB     |           |
| 066                | Pleischwitz                  | Schlesien          | Breslau                 | ZLB     |           |
| 067                | Plattenburg                  | Brandenburg        | West-Priegnitz          | ZLB     |           |
| 068                | Tilsen                       | Sachsen            | Salzwedel               | ZLB     |           |
| 069                | Satzfey                      | Rheinprovinz       | Euskirchen              | ZLB     |           |
| 070                | Corvey                       | Westphalen         | Höxter                  | ZLB     |           |
| 071                | Podangen                     | Preussen           | Preussisch Holland      | ZLB     |           |
| 072                | Trachenberg                  | Schlesien          | Militsch-Trachenberg    | ZLB     |           |
| 073                | Brunn                        | Brandenburg        | Ruppin                  | ZLB     |           |
| 074                | Doelkau                      | Sachsen            | Merseburg               | ZLB     |           |
| 075                | Klein-Tschirnau              | Schlesien          | Glogau                  | ZLB     |           |
| 076                | Gadow                        | Brandenburg        | West-Priegnitz          | ZLB     |           |
| 077                | Hoppenrade                   | Brandenburg        | Ost-Priegnitz           | ZLB     |           |
| 078                | Ponarien                     | Preussen           | Mohrungen               | ZLB     |           |
| 079                | Panthenau                    | Schlesien          | Goldberg-Haynau         | ZLB     |           |
| 080                | Rheder                       | Westphalen         | Höxter                  | ZLB     |           |
| 081                | Laskowitz                    | Preussen           | Schwetz                 | ZLB     | 662       |
| 082                | Rühstädt                     | Brandenburg        | West-Priegnitz          | ZLB     |           |
| 083                | Alt-Warthau                  | Schlesien          | Bunzlau                 | ZLB     |           |
| 084                | Allner                       | Rheinprovinz       | Sieg-Kreis              | ZLB     |           |
| 085                | Falkenberg                   | Schlesien          | Falkenberg              | ZLB     |           |
| 086                | Roskow                       | Brandenburg        | West-Havelland          | ZLB     |           |
| 087                | Chutow                       | Schlesien          | Beuthen                 | ZLB     |           |
| 088                | Sagan                        | Schlesien          | Sagan                   | ZLB     |           |
| 089                | Schöneiche                   | Brandenburg        | Nieder-Barnim           | ZLB     |           |
| 090                | Primkenau                    | Schlesien          | Sprottau                | ZLB     |           |
| 091                | Fretzdorf                    | Brandenburg        | Ost-Priegnitz           | ZLB     |           |
| 092                | Schlodien                    | Preussen           | Preussisch Holland      | ZLB     |           |
| 093                | Reckahn                      | Brandenburg        | Zauche-Belzig           | ZLB     |           |
| 094                | Plessow                      | Brandenburg        | Zauche-Belzig           | ZLB     |           |
| 095                | Burg-Scheidungen             | Sachsen            | Querfurth               | ZLB     |           |
| 096                | Herdringen                   | Westphalen         | Arnsberg                | ZLB     |           |
| 097                | Paretz                       | Brandenburg        | Ost-Havelland           | ZLB     |           |
| 098                | Chemnitz                     | Brandenburg        | Zauche-Belzig           | ZLB     |           |
| 099                | Plaue                        | Brandenburg        | West-Havelland          | ZLB     |           |
| 100                | Laasan                       | Schlesien          | Striegau                | ZLB     |           |
| 101                | Westerholt                   | Westphalen         | Recklinghausen          | ZLB     |           |
| 102                | Seese                        | Brandenburg        | Calau                   | ZLB     |           |
| 103                | Schloss Langenbielau         | Schlesien          | Reichenbach             | ZLB     |           |
| 104                | Gross Bartensleben           | Sachsen            | Neuhaldensleben         | ZLB     |           |
| 105                | Freyenstein                  | Brandenburg        | Ost-Priegnitz           | ZLB     |           |
| 106                | Harbke                       | Sachsen            | Neuhaldensleben         | ZLB     |           |
| 107                | Merbitz                      | Sachsen            | Saalkreis               | ZLB     |           |
| 108                | Poplitz                      | Sachsen            | Saalkreis               | ZLB     |           |
| 109                | Burg Krosigk                 | Sachsen            | Saalkreis               | ZLB     |           |
| 110                | Döbernitz                    | Sachsen            | Delitzsch               | ZLB     |           |
| 111                | Döllingen                    | Sachsen            | Liebenwerda             | ZLB     |           |
| 112                | Putbus                       | Pommern            | Rügen                   | ZLB     |           |
| 113                | Segenthin                    | Pommern            | Schlawe                 | ZLB     |           |
| 114                | Silbitz                      | Schlesien          | Nimptsch                | ZLB     |           |
| 115                | Stülpe                       | Brandenburg        | Jüterbogk-Luckenwalde   | ZLB     |           |
| 116                | Cappenberg                   | Westphalen         | Lüdinghausen            | ZLB     |           |
| 117                | Grossen-Kreutz               | Brandenburg        | Zauche-Belzig           | ZLB     |           |
| 118                | Seehoff                      | Pommern            | Schlawe                 | ZLB     |           |
| 119                | Bornsdorf                    | Brandenburg        | Luckau                  | ZLB     |           |
| 120                | Nordkirchen                  | Westphalen         | Lüdinghausen            | ZLB     |           |
| Band 3, 1860–1861  | Band 3, 1860–1861            | Band 3, 1860–1861  | Band 3, 1860–1861       | zlb.de  | zlb.de    |
| 121                | Reisen                       | Posen              | Fraustadt               | ZLB     |           |
| 122                | Darfeld                      | Westphalen         | Coesfeld                | ZLB     |           |
| 123                | Reddentin                    | Pommern            | Schlawe                 | ZLB     |           |
| 124                | Kittelau                     | Schlesien          | Nimptsch                | ZLB     |           |
| 125                | Klein Katz                   | Preussen           | Neustadt                | ZLB     |           |
| 126                | Patthorst                    | Westphalen         | Halle                   | ZLB     |           |
| 127                | Bialokosz                    | Posen              | Birnbaum                | ZLB     |           |
| 128                | Varzin                       | Pommern            | Schlawe                 | ZLB     |           |
| 129                | Doelzig                      | Brandenburg        | Soldin                  | ZLB     |           |
| 130                | Schedlau                     | Schlesien          | Falkenberg              | ZLB     |           |
| 131                | Basentin                     | Pommern            | Cammin                  | ZLB     |           |
| 132                | Nennhausen                   | Brandenburg        | West-Havelland          | ZLB     |           |
| 133                | Vinzelberg                   | Sachsen            | Gardelegen              | ZLB     |           |
| 134                | Jarocin                      | Posen              | Pleschen                | ZLB     |           |
| 135                | Casel                        | Brandenburg        | Luckau                  | ZLB     |           |
| 136                | Körtlinghausen               | Westphalen         | Lippstadt               | ZLB     |           |
| 137                | Haus Kropstädt               | Sachsen            | Wittenberg              | ZLB     |           |
| 138                | Nieder-Heidersdorf           | Schlesien          | Lauban                  | ZLB     |           |
| 139                | Beesdau                      | Brandenburg        | Luckau                  | ZLB     |           |
| 140                | Lomnitz                      | Schlesien          | Hirschberg              | ZLB     |           |
| 141                | Turawa                       | Schlesien          | Oppeln                  | ZLB     |           |
| 142                | Antonin                      | Posen              | Adelnau                 | ZLB     |           |
| 143                | Nieder-Adelsdorf             | Schlesien          | Goldberg-Haynau         | ZLB     |           |
| 144                | Dammer                       | Posen              | Meseritz                | ZLB     |           |
| 145                | Polssen                      | Brandenburg        | Angermünde              | ZLB     |           |
| 146                | Tillowitz                    | Schlesien          | Falkenberg              | ZLB     |           |
| 147                | Schlagenthin                 | Brandenburg        | Arnswalde               | ZLB     |           |
| 148                | Owinsk                       | Posen              | Posen                   | ZLB     |           |
| 149                | Wollmirstedt                 | Sachsen            | Eckartsberga            | ZLB     |           |
| 150                | Neetzow                      | Pommern            | Anclam                  | ZLB     |           |
| 151                | Günthersdorf                 | Schlesien          | Grünberg                | ZLB     |           |
| 152                | Demerthin                    | Brandenburg        | Ost-Priegnitz           | ZLB     |           |
| 153                | Rokossowo                    | Posen              | Kroeben                 | ZLB     |           |
| 154                | Quaritz                      | Schlesien          | Groß Glogau             | ZLB     |           |
| 155                | Die Vitzenburg               | Sachsen            | Querfurth               | ZLB     |           |
| 156                | Radojewo                     | Posen              | Posen                   | ZLB     |           |
| 157                | Nieder-Schüttlau             | Schlesien          | Guhrau                  | ZLB     |           |
| 158                | Schilfa                      | Sachsen            | Weissensee              | ZLB     |           |
| 159                | Dieban                       | Schlesien          | Guhrau                  | ZLB     |           |
| 160                | Strelitz                     | Posen              | Chodziesen              | ZLB     |           |
| 161                | Schloss Neudorf              | Posen              | Meseritz                | ZLB     |           |
| 162                | Unterfrankleben              | Sachsen            | Merseburg               | ZLB     |           |
| 163                | Landsberg                    | Rheinprovinz       | Düsseldorf              | ZLB     |           |
| 164                | Sanditten                    | Preussen           | Wehlau                  | ZLB     |           |
| 165                | Penkun                       | Pommern            | Randow                  | ZLB     |           |
| 166                | Kuhna                        | Schlesien          | Görlitz                 | ZLB     |           |
| 167                | Quatzow                      | Pommern            | Schlawe                 | ZLB     |           |
| 168                | Beichlingen                  | Sachsen            | Eckartsberga            | ZLB     |           |
| 169                | Pirschen                     | Schlesien          | Trebnitz                | ZLB     |           |
| 170                | Condehnen                    | Preussen           | Fischhausen             | ZLB     |           |
| 171                | Schlanz                      | Schlesien          | Breslau                 | ZLB     |           |
| 172                | Friedrichsstein              | Preussen           | Königsberg              | ZLB     | 31        |
| 173                | Leuthen                      | Brandenburg        | Lübben                  | ZLB     |           |
| 174                | Falkenstein                  | Sachsen            | Mansfelder Gebirgskreis | ZLB     |           |
| 175                | Liebesitz                    | Brandenburg        | Guben                   | ZLB     |           |
| 176                | Georgenfelde                 | Preussen           | Gerdauen                | ZLB     |           |
| 177                | Herten                       | Westphalen         | Recklinghausen          | ZLB     |           |
| 178                | Klötzen                      | Preussen           | Marienwerder            | ZLB     |           |
| 179                | Janow                        | Pommern            | Anclam                  | ZLB     |           |
| 180                | Schlemmin                    | Pommern            | Franzburg               | ZLB     |           |
| Band 4, 1861–1862  | Band 4, 1861–1862            | Band 4, 1861–1862  | Band 4, 1861–1862       | zlb.de  | zlb.de    |
| 181                | Wernigerode                  | Sachsen            | Wernigerode             | ZLB     |           |
| 182                | Sonnewalde                   | Brandenburg        | Luckau                  | ZLB     |           |
| 183                | Clevenow                     | Pommern            | Grimmen                 | ZLB     |           |
| 184                | Wildenhoff                   | Preussen           | Pr. Eylau               | ZLB     |           |
| 185                | Ringenwalde                  | Brandenburg        | Templin                 | ZLB     |           |
| 186                | Arenfels                     | Rheinprovinz       | Neuwied                 | ZLB     |           |
| 187                | Stolpe                       | Brandenburg        | Angermünde              | ZLB     |           |
| 188                | Drebkau                      | Brandenburg        | Kalau                   | ZLB     |           |
| 189                | Altwasser                    | Schlesien          | Waldenburg              | ZLB     |           |
| 190                | Lieberose                    | Brandenburg        | Lübben                  | ZLB     |           |
| 191                | Neustadt                     | Preussen           | Neustadt                | ZLB     |           |
| 192                | Wagenitz                     | Brandenburg        | West-Havelland          | ZLB     |           |
| 193                | Lanke                        | Brandenburg        | Nieder-Barnim           | ZLB     |           |
| 194                | Stremlow                     | Pommern            | Grimmen                 | ZLB     |           |
| 195                | Carwinden                    | Preussen           | Preussisch Holland      | ZLB     |           |
| 196                | Hohen Landin                 | Brandenburg        | Angermünde              | ZLB     |           |
| 197                | Schloss Platen               | Preussen           | Neustadt                | ZLB     |           |
| 198                | Schoosdorf                   | Schlesien          | Löwenberg               | ZLB     |           |
| 199                | Burg Steinfurt               | Westphalen         | Steinfurt               | ZLB     |           |
| 200                | Suckow                       | Brandenburg        | Templin                 | ZLB     |           |
| 201                | Schwarzenraben               | Westphalen         | Lippstadt               | ZLB     |           |
| 202                | Görlsdorf                    | Brandenburg        | Luckau                  | ZLB     |           |
| 203                | Alt-Döbern                   | Brandenburg        | Kalau                   | ZLB     |           |
| 204                | Finkenstein                  | Preussen           | Rosenberg               | ZLB     |           |
| 205                | Carlsruhe                    | Schlesien          | Oppeln                  | ZLB     |           |
| 206                | Charcice                     | Posen              | Birnbaum                | ZLB     |           |
| 207                | Boldewitz                    | Pommern            | Rügen                   | ZLB     |           |
| 208                | Krockow                      | Preussen           | Neustadt                | ZLB     |           |
| 209                | Parchen                      | Sachsen            | Jerichow II             | ZLB     |           |
| 210                | Wildschütz                   | Schlesien          | Oels                    | ZLB     |           |
| 211                | Grabowo                      | Posen              | Wirsitz                 | ZLB     |           |
| 212                | Zimmerhausen                 | Pommern            | Regenwalde              | ZLB     |           |
| 213                | Adelwitz                     | Sachsen            | Torgau                  | ZLB     |           |
| 214                | Gabel                        | Schlesien          | Guhrau                  | ZLB     |           |
| 215                | Rohr                         | Pommern            | Rummelsburg             | ZLB     |           |
| 216                | Rudelstadt                   | Schlesien          | Bolkenhain              | ZLB     |           |
| 217                | Overhagen                    | Westphalen         | Lippstadt               | ZLB     |           |
| 218                | Zieserwitz                   | Schlesien          | Neumarkt                | ZLB     |           |
| 219                | Pinne                        | Posen              | Samter                  | ZLB     |           |
| 220                | Altenhausen                  | Sachsen            | Neuhaldensleben         | ZLB     |           |
| 221                | Rackschütz                   | Schlesien          | Neumarkt                | ZLB     |           |
| 222                | Morsbroich                   | Rheinprovinz       | Solingen                | ZLB     |           |
| 223                | Lewitz                       | Posen              | Meseritz                | ZLB     |           |
| 224                | Meisdorf                     | Sachsen            | Mansfelder Gebirgskreis | ZLB     |           |
| 225                | Giesdorf                     | Schlesien          | Namslau                 | ZLB     |           |
| 226                | Velen                        | Westphalen         | Borken                  | ZLB     |           |
| 227                | Vahnerow                     | Pommern            | Greifenberg             | ZLB     |           |
| 228                | Assen                        | Westphalen         | Beckum                  | ZLB     |           |
| 229                | Krassenstein                 | Westphalen         | Beckum                  | ZLB     |           |
| 230                | Jablonken                    | Preussen           | Ortelsburg              | ZLB     |           |
| 231                | Plüggentin                   | Pommern            | Rügen                   | ZLB     |           |
| 232                | Hemsendorf                   | Sachsen            | Schweinitz              | ZLB     |           |
| 233                | Buchelsdorf                  | Schlesien          | Grünberg                | ZLB     |           |
| 234                | Dönstedt                     | Sachsen            | Neuhaldensleben         | ZLB     |           |
| 235                | Mallenchen                   | Brandenburg        | Kalau                   | ZLB     |           |
| 236                | Boyadel                      | Schlesien          | Grünberg                | ZLB     |           |
| 237                | Tautschken                   | Preussen           | Neidenburg              | ZLB     |           |
| 238                | Dalkau                       | Schlesien          | Glogau                  | ZLB     |           |
| 239                | Dambrau                      | Schlesien          | Falkenberg              | ZLB     |           |
| 240                | Haus Zeitz                   | Sachsen            | Mansfelder See-Kreis    | ZLB     |           |
| Band 5, 1862–1863  | Band 5, 1862–1863            | Band 5, 1862–1863  | Band 5, 1862–1863       | zlb.de  | zlb.de    |
| 241                | Kunzendorf                   | Schlesien          | Schweidnitz             | ZLB     |           |
| 242                | Zschepplin                   | Sachsen            | Delitzsch               | ZLB     |           |
| 243                | Warnitz                      | Brandenburg        | Königsberg              | ZLB     |           |
| 244                | Holzkirch                    | Schlesien          | Lauban                  | ZLB     |           |
| 245                | Nemitz                       | Pommern            | Schlawe                 | ZLB     |           |
| 246                | Bauditten                    | Preussen           | Mohrungen               | ZLB     |           |
| 247                | Die Schweppenburg            | Rheinprovinz       | Mayen                   | ZLB     |           |
| 248                | Schomberg-Orzegow            | Schlesien          | Beuthen                 | ZLB     |           |
| 249                | Falkenburg                   | Pommern            | Dramburg                | ZLB     |           |
| 250                | Friedrichsdorf               | Pommern            | Dramburg                | ZLB     |           |
| 251                | Zülshagen                    | Pommern            | Dramburg                | ZLB     |           |
| 252                | Dietersdorf                  | Pommern            | Dramburg                | ZLB     |           |
| 253                | Schönau                      | Schlesien          | Glogau                  | ZLB     |           |
| 254                | Oppin                        | Sachsen            | Saalkreis               | ZLB     |           |
| 255                | Heinrichsdorf                | Pommern            | Neustettin              | ZLB     |           |
| 256                | Rautenburg                   | Preussen           | Niederung               | ZLB     |           |
| 257                | Drehna                       | Brandenburg        | Luckau                  | ZLB     |           |
| 258                | Gross-Tinz                   | Schlesien          | Nimptsch                | ZLB     |           |
| 259                | Seedorf                      | Sachsen            | Jerichow II (Genthin)   | ZLB     |           |
| 260                | Klitschdorf                  | Schlesien          | Bunzlau                 | ZLB     |           |
| 261                | Groß- und Klein-Behnitz      | Brandenburg        | West-Havelland          | ZLB     |           |
| 262                | Starzin                      | Preussen           | Neustadt                | ZLB     |           |
| 263                | Charlottenhof                | Brandenburg        | Landsberg               | ZLB     |           |
| 264                | Reinfeld                     | Pommern            | Belgard                 | ZLB     |           |
| 265                | Muskau                       | Schlesien          | Rothenburg              | ZLB     |           |
| 266                | Röderhof                     | Sachsen            | Aschersleben            | ZLB     |           |
| 267                | Grocholin                    | Posen              | Schubin                 | ZLB     |           |
| 268                | Gemen                        | Westphalen         | Borken                  | ZLB     |           |
| 269                | Damerow                      | Brandenburg        | Prenzlau                | ZLB     |           |
| 270                | Stargord                     | Pommern            | Regenwalde              | ZLB     |           |
| 271                | Loslau                       | Schlesien          | Rybnik                  | ZLB     |           |
| 272                | Heltorf                      | Rheinprovinz       | Düsseldorf              | ZLB     |           |
| 273                | Pförten                      | Brandenburg        | Sorau                   | ZLB     |           |
| 274                | Gäbersdorf                   | Schlesien          | Striegau                | ZLB     |           |
| 275                | Helmsdorf                    | Sachsen            | Mansfelder See-Kreis    | ZLB     |           |
| 276                | Heeren                       | Westphalen         | Hamm                    | ZLB     |           |
| 277                | Palzig                       | Brandenburg        | Züllichau-Schwiebus     | ZLB     |           |
| 278                | Czerbienczin                 | Preussen           | Stargard                | ZLB     |           |
| 279                | Kamienietz                   | Schlesien          | Tost-Gleiwitz           | ZLB     |           |
| 280                | Holthausen                   | Westphalen         | Büren                   | ZLB     |           |
| 281                | Kotzen                       | Brandenburg        | West-Havelland          | ZLB     |           |
| 282                | Altengottern                 | Sachsen            | Langensalza             | ZLB     |           |
| 283                | Pantzkau                     | Schlesien          | Striegau                | ZLB     |           |
| 284                | Grevenburg                   | Westphalen         | Höxter                  | ZLB     |           |
| 285                | Göritz                       | Brandenburg        | Prenzlau                | ZLB     |           |
| 286                | Streidelsdorf                | Schlesien          | Freystadt               | ZLB     |           |
| 287                | Wehrden                      | Westphalen         | Höxter                  | ZLB     |           |
| 288                | Kriegsdorf                   | Sachsen            | Merseburg               | ZLB     |           |
| 289                | Divitz                       | Pommern            | Franzburg               | ZLB     |           |
| 290                | Hovestadt                    | Westphalen         | Arnsberg                | ZLB     |           |
| 291                | Sieversdorf                  | Brandenburg        | Lebus                   | ZLB     |           |
| 292                | Marienborn                   | Sachsen            | Neuhaldensleben         | ZLB     |           |
| 293                | Cummerow                     | Pommern            | Demmin                  | ZLB     |           |
| 294                | Hinnenburg                   | Westphalen         | Höxter                  | ZLB     |           |
| 295                | Lauck                        | Preussen           | Preussisch Holland      | ZLB     |           |
| 296                | Würdenburg                   | Sachsen            | Mansfelder See-Kreis    | ZLB     |           |
| 297                | Hohen-Ziethen                | Brandenburg        | Soldin                  | ZLB     |           |
| 298                | Wewer                        | Westphalen         | Paderborn               | ZLB     |           |
| 299                | Schkopau                     | Sachsen            | Merseburg               | ZLB     |           |
| 300                | Quittainen                   | Preussen           | Preussisch Holland      | ZLB     |           |
| Band 6, 1863–1864  | Band 6, 1863–1864            | Band 6, 1863–1864  | Band 6, 1863–1864       | zlb.de  | zlb.de    |
| 301                | Boytzenburg                  | Brandenburg        | Templin                 | ZLB     |           |
| 302                | Wybcz                        | Preussen           | Thorn                   | ZLB     |           |
| 303                | Scheibau                     | Schlesien          | Freystadt               | ZLB     |           |
| 304                | Lübchow                      | Pommern            | Franzburg               | ZLB     |           |
| 305                | Schönbrunn                   | Schlesien          | Lauban                  | ZLB     |           |
| 306                | Zimckendorf                  | Pommern            | Fürstenthum Cammin      | ZLB     |           |
| 307                | Erpernburg                   | Westphalen         | Büren                   | ZLB     |           |
| 308                | Runstedt                     | Sachsen            | Merseburg               | ZLB     |           |
| 309                | Dyck                         | Rheinprovinz       | Grevenbroich            | ZLB     |           |
| 310                | Dolzig                       | Brandenburg        | Sorau                   | ZLB     |           |
| 311                | Schloss Spycker              | Pommern            | Rügen                   | ZLB     |           |
| 312                | Harkerode                    | Sachsen            | Mansfelder Gebirgskreis | ZLB     |           |
| 313                | Unterschloss Arnstein        | Sachsen            | Mansfelder Gebirgskreis | ZLB     |           |
| 314                | Stephanshayn                 | Schlesien          | Schweidnitz             | ZLB     |           |
| 315                | Trampe                       | Brandenburg        | Ober-Barnim             | ZLB     |           |
| 316                | Margoninsdorf                | Posen              | Chodziesen              | ZLB     |           |
| 317                | Modlau                       | Schlesien          | Bunzlau                 | ZLB     |           |
| 318                | Bellschwitz                  | Preussen           | Rosenberg               | ZLB     |           |
| 319                | Bödeken                      | Westphalen         | Büren                   | ZLB     |           |
| 320                | Alt-Raudten                  | Schlesien          | Steinau                 | ZLB     |           |
| 321                | Rohrbeck                     | Brandenburg        | Königsberg              | ZLB     |           |
| 322                | Loebnitz                     | Sachsen            | Delitzsch               | ZLB     |           |
| 323                | Kerstin                      | Pommern            | Fürstenthum Cammin      | ZLB     |           |
| 324                | Borkau                       | Schlesien          | Glogau                  | ZLB     |           |
| 325                | Weissensee                   | Brandenburg        | Nieder-Barnim           | ZLB     |           |
| 326                | Gross Saalau                 | Preussen           | Friedland               | ZLB     |           |
| 327                | Schönthal                    | Rheinprovinz       | Aachen                  | ZLB     |           |
| 328                | Elvershagen                  | Pommern            | Regenwalde              | ZLB     |           |
| 329                | Brunzelwaldau                | Schlesien          | Freystadt               | ZLB     |           |
| 330                | Grieben                      | Sachsen            | Stendal                 | ZLB     |           |
| 331                | Fredersdorf                  | Brandenburg        | Zauche-Belzig           | ZLB     |           |
| 332                | Pasterwitz                   | Schlesien          | Breslau                 | ZLB     |           |
| 333                | Cammer                       | Brandenburg        | Zauche-Belzig           | ZLB     |           |
| 334                | Ostrawe                      | Schlesien          | Wohlau                  | ZLB     |           |
| 335                | Strachmin                    | Rheinprovinz       | Fürstenthum Cammin      | ZLB     |           |
| 336                | Schwarzwaldau                | Schlesien          | Landeshut               | ZLB     |           |
| 337                | Goltzow                      | Brandenburg        | Zauche-Belzig           | ZLB     |           |
| 338                | Lohe                         | Schlesien          | Breslau                 | ZLB     |           |
| 339                | Stammheim                    | Rheinprovinz       | Mühlheim                | ZLB     |           |
| 340                | Premslaff                    | Pommern            | Regenwalde              | ZLB     |           |
| 341                | Steinhausen                  | Westphalen         | Hagen                   | ZLB     |           |
| 342                | Treben                       | Posen              | Fraustadt               | ZLB     |           |
| 343                | Gollgowitz                   | Schlesien          | Glogau                  | ZLB     |           |
| 344                | Lontzen                      | Rheinprovinz       | Eupen                   | ZLB     |           |
| 345                | Pilgramshain                 | Schlesien          | Striegau                | ZLB     |           |
| 346                | Hohenwalde                   | Brandenburg        | Landsberg               | ZLB     |           |
| 347                | Mettkau                      | Schlesien          | Neumarkt                | ZLB     |           |
| 348                | Merode                       | Rheinprovinz       | Düren                   | ZLB     |           |
| 349                | Ralswiek                     | Pommern            | Rügen                   | ZLB     |           |
| 350                | Straupitz                    | Brandenburg        | Lübben                  | ZLB     |           |
| 351                | Pesch                        | Rheinprovinz       | Crefeld                 | ZLB     |           |
| 352                | Lablacken                    | Preussen           | Labiau                  | ZLB     |           |
| 353                | Jagow                        | Brandenburg        | Prenzlau                | ZLB     |           |
| 354                | Bürresheim                   | Rheinprovinz       | Mayen                   | ZLB     |           |
| 355                | Pfaffendorf                  | Schlesien          | Landeshut               | ZLB     |           |
| 356                | Lagow                        | Brandenburg        | Sternberg               | ZLB     |           |
| 357                | Kriegshoven                  | Rheinprovinz       | Rheinbach               | ZLB     |           |
| 358                | Wesslienen                   | Preussen           | Heiligenbeil            | ZLB     |           |
| 359                | Holzhausen                   | Westphalen         | Höxter                  | ZLB     |           |
| 360                | Tamsel                       | Brandenburg        | Landsberg               | ZLB     |           |
| Band 7, 1864–1865  | Band 7, 1864–1865            | Band 7, 1864–1865  | Band 7, 1864–1865       | zlb.de  | zlb.de    |
| 361                | Dobrau                       | Schlesien          | Neustadt                | ZLB     |           |
| 362                | Groß-Münsterberg             | Preussen           | Mohrungen               | ZLB     |           |
| 363                | Gräfendorf                   | Brandenburg        | Jüterbogk-Luckenwalde   | ZLB     |           |
| 364                | Overbach                     | Rheinprovinz       | Jülich                  | ZLB     |           |
| 365                | Besswitz                     | Pommern            | Schlawe                 | ZLB     |           |
| 366                | Sorquitten                   | Preussen           | Sensburg                | ZLB     |           |
| 367                | Wartenberg                   | Schlesien          | Polnisch-Wartenberg     | ZLB     |           |
| 368                | Heessen                      | Westphalen         | Beckum                  | ZLB     |           |
| 369                | Bootz                        | Brandenburg        | West-Priegnitz          | ZLB     |           |
| 370                | Schmenzin                    | Pommern            | Belgard                 | ZLB     |           |
| 371                | Wahn                         | Rheinprovinz       | Mühlheim                | ZLB     |           |
| 372                | Melno                        | Preussen           | Graudenz                | ZLB     |           |
| 373                | Hohennauen                   | Brandenburg        | West-Havelland          | ZLB     |           |
| 374                | Reisicht                     | Schlesien          | Goldberg-Haynau         | ZLB     |           |
| 375                | Lohe                         | Westphalen         | Soest                   | ZLB     |           |
| 376                | Nassenheide                  | Pommern            | Randow                  | ZLB     |           |
| 377                | Seebach                      | Sachsen            | Langensalza             | ZLB     |           |
| 378                | Brockau                      | Schlesien          | Breslau                 | ZLB     |           |
| 379                | Hohendorff                   | Pommern            | Franzburg               | ZLB     |           |
| 380                | Starpel                      | Brandenburg        | Züllichau-Schwiebus     | ZLB     |           |
| 381                | Harff                        | Rheinprovinz       | Bergheim                | ZLB     |           |
| 382                | Gebesee                      | Sachsen            | Weissensee              | ZLB     |           |
| 383                | Wartin                       | Pommern            | Randow                  | ZLB     |           |
| 384                | Kendenich                    | Rheinprovinz       | Cöln                    | ZLB     |           |
| 385                | Ober-Stephansdorf            | Schlesien          | Neumarkt                | ZLB     |           |
| 386                | Teupitz                      | Brandenburg        | Teltow                  | ZLB     |           |
| 387                | Warchau                      | Sachsen            | Jerichow II (Genthin)   | ZLB     |           |
| 388                | Holzhausen                   | Westphalen         | Minden                  | ZLB     |           |
| 389                | Schlesisch-Halbau            | Schlesien          | Sagan                   | ZLB     |           |
| 390                | Auerose                      | Pommern            | Anclam                  | ZLB     |           |
| 391                | Kratzkau                     | Schlesien          | Schweidnitz             | ZLB     |           |
| 392                | Kröchlendorff                | Brandenburg        | Templin                 | ZLB     |           |
| 393                | Myllendonk                   | Rheinprovinz       | Gladbach                | ZLB     |           |
| 394                | Neugattersleben              | Sachsen            | Calbe                   | ZLB     |           |
| 395                | Ober-Schüttlau               | Schlesien          | Guhrau                  | ZLB     |           |
| 396                | Wiesenburg                   | Brandenburg        | Zauche-Belzig           | ZLB     |           |
| 397                | Cremzow                      | Pommern            | Pyritz                  | ZLB     |           |
| 398                | Ulenburg                     | Westphalen         | Herford                 | ZLB     |           |
| 399                | Pilgramsdorf                 | Schlesien          | Goldberg-Haynau         | ZLB     |           |
| 400                | Drewen                       | Brandenburg        | Ost-Priegnitz           | ZLB     |           |
| 401                | Hirschfeldau                 | Schlesien          | Sagan                   | ZLB     |           |
| 402                | Rath                         | Rheinprovinz       | Düren                   | ZLB     |           |
| 403                | Möckern                      | Sachsen            | Jerichow I              | ZLB     |           |
| 404                | Rothenhoff                   | Westphalen         | Minden                  | ZLB     |           |
| 405                | Krausendorf                  | Schlesien          | Landeshut               | ZLB     |           |
| 406                | Reitzenstein                 | Brandenburg        | Sternberg               | ZLB     |           |
| 407                | Vorhelm                      | Westphalen         | Beckum                  | ZLB     |           |
| 408                | Rudelsdorf                   | Schlesien          | Polnisch-Wartenberg     | ZLB     |           |
| 409                | Mellenthin                   | Pommern            | Usedom-Wollin           | ZLB     |           |
| 410                | Frehne                       | Brandenburg        | Ost-Priegnitz           | ZLB     |           |
| 411                | Holte                        | Westphalen         | Wiedenbrück             | ZLB     |           |
| 412                | Blumberg                     | Brandenburg        | Nieder-Barnim           | ZLB     |           |
| 413                | Chrost                       | Schlesien          | Cosel                   | ZLB     |           |
| 414                | Carzitz                      | Pommern            | Rügen                   | ZLB     |           |
| 415                | Waplitz                      | Preussen           | Stuhm                   | ZLB     |           |
| 416                | Kellenberg                   | Rheinprovinz       | Jülich                  | ZLB     |           |
| 417                | Pammin                       | Brandenburg        | Arnswalde               | ZLB     |           |
| 418                | Coseeger                     | Pommern            | Fürstenthum Cammin      | ZLB     |           |
| 419                | Friedland                    | Schlesien          | Falkenberg              | ZLB     |           |
| 420                | Pläswitz                     | Schlesien          | Striegau                | ZLB     |           |
| Band 8, 1865–1866  | Band 8, 1865–1866            | Band 8, 1865–1866  | Band 8, 1865–1866       | zlb.de  | zlb.de    |
| 421                | Schönhausen                  | Sachsen            | Jerichow II             | ZLB     |           |
| 422                | Zubzow                       | Pommern            | Rügen                   | ZLB     |           |
| 423                | Ovelgünne                    | Westphalen         | Minden                  | ZLB     |           |
| 424                | Wolmirstedt                  | Sachsen            | Wolmirstedt             | ZLB     |           |
| 425                | Berthelsdorf                 | Schlesien          | Lauban                  | ZLB     |           |
| 426                | Schoetzow                    | Pommern            | Fürstenthum Cammin      | ZLB     |           |
| 427                | Adelsborn                    | Sachsen            | Worbis                  | ZLB     |           |
| 428                | Nieder-Lichtenau             | Schlesien          | Lauban                  | ZLB     |           |
| 429                | Frentz                       | Rheinprovinz       | Bergheim                | ZLB     |           |
| 430                | Ornshagen                    | Pommern            | Regenwalde              | ZLB     |           |
| 431                | Wolfshagen                   | Brandenburg        | Prenzlau                | ZLB     |           |
| 432                | Oswitz                       | Schlesien          | Breslau                 | ZLB     |           |
| 433                | Lüftelberg                   | Rheinprovinz       | Rheinbach               | ZLB     |           |
| 434                | Hohenliebenthal              | Schlesien          | Schönau                 | ZLB     |           |
| 435                | Schübben                     | Pommern            | Fürstenthum Cammin      | ZLB     |           |
| 436                | Königshain                   | Schlesien          | Görlitz                 | ZLB     |           |
| 437                | Hohenberg                    | Sachsen            | Osterburg               | ZLB     |           |
| 438                | Fürstenstein                 | Schlesien          | Waldenburg              | ZLB     |           |
| 439                | Bayer Naumburg               | Sachsen            | Sangerhausen            | ZLB     |           |
| 440                | Lübbenow                     | Brandenburg        | Prenzlau                | ZLB     |           |
| 441                | Heinersdorf                  | Schlesien          | Liegnitz                | ZLB     |           |
| 442                | Falkenhof                    | Westphalen         | Steinfurt               | ZLB     |           |
| 443                | Sglietz                      | Brandenburg        | Lübben                  | ZLB     |           |
| 444                | Wiedersee                    | Preussen           | Graudenz                | ZLB     |           |
| 445                | Puschine                     | Schlesien          | Falkenberg              | ZLB     |           |
| 446                | Arendsee                     | Brandenburg        | Prenzlau                | ZLB     |           |
| 447                | Kynau mit der Kynsburg       | Schlesien          | Waldenburg              | ZLB     |           |
| 448                | Erprath                      | Rheinprovinz       | Mörs                    | ZLB     |           |
| 449                | Markowitz                    | Posen              | Inowraclaw              | ZLB     |           |
| 450                | Grassee                      | Pommern            | Saatzig                 | ZLB     |           |
| 451                | Zwiesigkow                   | Sachsen            | Schweinitz              | ZLB     |           |
| 452                | Klein-Wzunkowe               | Schlesien          | Militsch                | ZLB     |           |
| 453                | Kartzow                      | Brandenburg        | Ost-Havelland           | ZLB     |           |
| 454                | Maygadessen                  | Westphalen         | Höxter                  | ZLB     |           |
| 455                | Straussfurt                  | Sachsen            | Weissensee              | ZLB     |           |
| 456                | Lorzendorf                   | Schlesien          | Neumarkt                | ZLB     |           |
| 457                | Grünhoff                     | Preussen           | Fischhausen             | ZLB     |           |
| 458                | Labehn                       | Pommern            | Stolp                   | ZLB     |           |
| 459                | Mönau                        | Schlesien          | Hoyerswerda             | ZLB     |           |
| 460                | Alt-Tomysl                   | Posen              | Buk                     | ZLB     |           |
| 461                | Mehrum                       | Rheinprovinz       | Duisburg                | ZLB     |           |
| 462                | Blumberg                     | Pommern            | Randow                  | ZLB     |           |
| 463                | Geiglitz                     | Pommern            | Regenwalde              | ZLB     |           |
| 464                | Klingewalde                  | Schlesien          | Görlitz                 | ZLB     |           |
| 465                | Bornzin                      | Pommern            | Stolp                   | ZLB     |           |
| 466                | Hohen-Kamern                 | Sachsen            | Jerichow II             | ZLB     |           |
| 467                | Sommerfeld                   | Brandenburg        | Krossen                 | ZLB     |           |
| 468                | Warmbrunn                    | Schlesien          | Hirschberg              | ZLB     |           |
| 469                | Burg Kynast                  | Schlesien          | Hirschberg              | ZLB     |           |
| 470                | Steinhöfel                   | Pommern            | Saatzig                 | ZLB     |           |
| 471                | Bennstedt                    | Sachsen            | Mansfelder See-Kreis    | ZLB     |           |
| 472                | Fredenwalde                  | Brandenburg        | Templin                 | ZLB     |           |
| 473                | Lessendorf                   | Schlesien          | Freystadt               | ZLB     |           |
| 474                | Burgau                       | Rheinprovinz       | Düren                   | ZLB     |           |
| 475                | Golssen                      | Brandenburg        | Luckau                  | ZLB     |           |
| 476                | Ober-Weistritz               | Schlesien          | Schweidnitz             | ZLB     |           |
| 477                | Behle                        | Posen              | Czarnikau               | ZLB     |           |
| 478                | Kelbra                       | Sachsen            | Sangerhausen            | ZLB     |           |
| 479                | Quakenburg                   | Pommern            | Rummelsburg             | ZLB     |           |
| 480                | Heimerzheim                  | Rheinprovinz       | Rheinbach               | ZLB     |           |
| Band 9, 1866–1867  | Band 9, 1866–1867            | Band 9, 1866–1867  | Band 9, 1866–1867       | zlb.de  | zlb.de    |
| 481                | Laskowitz                    | Schlesien          | Ohlau                   | ZLB     |           |
| 482                | Fürstenberg                  | Rheinprovinz       | Mörs                    | ZLB     |           |
| 483                | Mittel-Herwigsdorf           | Schlesien          | Freystadt               | ZLB     |           |
| 484                | Erxleben                     | Sachsen            | Neuhaldensleben         | ZLB     | 30        |
| 485                | Taczanowo                    | Posen              | Pleschen                | ZLB     |           |
| 486                | Lienichen                    | Pommern            | Saatzig                 | ZLB     |           |
| 487                | Niedertopfstedt              | Sachsen            | Weissensee              | ZLB     |           |
| 488                | Gartrop                      | Rheinprovinz       | Duisburg                | ZLB     |           |
| 489                | Sienno                       | Posen              | Bromberg                | ZLB     |           |
| 490                | Calcum                       | Rheinprovinz       | Düsseldorf              | ZLB     |           |
| 491                | Kalbe                        | Sachsen            | Salzwedel               | ZLB     |           |
| 492                | Slawentzitz                  | Schlesien          | Cosel                   | ZLB     |           |
| 493                | Stockhausen                  | Westphalen         | Lübbecke                | ZLB     |           |
| 494                | Wolde                        | Pommern            | Demmin                  | ZLB     |           |
| 495                | Klieschau                    | Schlesien          | Steinau                 | ZLB     |           |
| 496                | Borowko                      | Posen              | Kosten                  | ZLB     |           |
| 497                | Collande                     | Schlesien          | Militsch-Trachenberg    | ZLB     |           |
| 498                | Neudeck                      | Sachsen            | Schweinitz              | ZLB     |           |
| 499                | Wierzbiczany                 | Posen              | Inowraclaw              | ZLB     |           |
| 500                | Hackpfüffel                  | Sachsen            | Sangerhausen            | ZLB     |           |
| 501                | Bornheim                     | Rheinprovinz       | Bonn                    | ZLB     |           |
| 502                | Goldensee                    | Lauenburg          | –                       | ZLB     |           |
| 503                | Kostau                       | Schlesien          | Kreuzburg               | ZLB     |           |
| 504                | Kloster Haeseler             | Sachsen            | Eckartsberga            | ZLB     | 822       |
| 505                | Moyland                      | Rheinprovinz       | Cleve                   | ZLB     |           |
| 506                | Dambritsch                   | Schlesien          | Neumarkt                | ZLB     |           |
| 507                | Rothmannshagen               | Pommern            | Demmin                  | ZLB     |           |
| 508                | Wohnung                      | Rheinprovinz       | Duisburg                | ZLB     |           |
| 509                | Ulbersdorf                   | Schlesien          | Oels                    | ZLB     |           |
| 510                | Seeburg                      | Sachsen            | Mansfelder See-Kreis    | ZLB     |           |
| 511                | Rabenstein                   | Brandenburg        | Zauche-Belzig           | ZLB     |           |
| 512                | Würgassen                    | Westphalen         | Höxter                  | ZLB     |           |
| 513                | Willkamm                     | Preussen           | Gerdauen                | ZLB     |           |
| 514                | Rösberg                      | Rheinprovinz       | Bonn                    | ZLB     |           |
| 515                | Markowo                      | Posen              | Inowraclaw              | ZLB     |           |
| 516                | Ober-Herrndorf               | Schlesien          | Glogau                  | ZLB     |           |
| 517                | Maldeuten                    | Preussen           | Mohrungen               | ZLB     |           |
| 518                | Filehne                      | Posen              | Czarnikau               | ZLB     |           |
| 518                | Schönstein                   | Rheinprovinz       | Altenkirchen            | ZLB     |           |
| 520                | Theessen                     | Sachsen            | Jerichow I              | ZLB     |           |
| 521                | Bentlage                     | Westphalen         | Steinfurt               | ZLB     |           |
| 522                | Dittersbach                  | Schlesien          | Lüben                   | ZLB     |           |
| 523                | Haag                         | Rheinprovinz       | Geldern                 | ZLB     |           |
| 524                | Wotersen                     | Lauenburg          | –                       | ZLB     |           |
| 525                | Chrzastowo                   | Posen              | Schrimm                 | ZLB     |           |
| 526                | Lankau                       | Schlesien          | Namslau                 | ZLB     |           |
| 527                | Gnadenthal                   | Rheinprovinz       | Cleve                   | ZLB     |           |
| 528                | Bogenau                      | Schlesien          | Breslau                 | ZLB     |           |
| 529                | Stubendorf                   | Schlesien          | Gross-Strehlitz         | ZLB     |           |
| 530                | Schlenderhan                 | Rheinprovinz       | Bergheim                | ZLB     |           |
| 531                | Simmenau                     | Schlesien          | Kreuzburg               | ZLB     |           |
| 532                | Hohendorf                    | Preussen           | Preussisch Holland      | ZLB     |           |
| 533                | Rollwitz                     | Brandenburg        | Prenzlau                | ZLB     |           |
| 534                | Schlüsselburg                | Westphalen         | Minden                  | ZLB     |           |
| 535                | Tiefhartmannsdorf            | Schlesien          | Schönau                 | ZLB     |           |
| 536                | Gelting                      | Schleswig-Holstein | Hadersleben             | ZLB     |           |
| 537                | Balken                       | Rheinprovinz       | Geldern                 | ZLB     |           |
| 538                | Ribbekardt                   | Pommern            | Greifenberg             | ZLB     |           |
| 539                | Pilsnitz                     | Schlesien          | Breslau                 | ZLB     |           |
| 540                | Adendorf                     | Rheinprovinz       | Rheinbach               | ZLB     |           |
| Band 10, 1867–1868 | Band 10, 1867–1868           | Band 10, 1867–1868 | Band 10, 1867–1868      | zlb.de  | zlb.de    |
| 541                | Schildau                     | Schlesien          | Schönau                 | ZLB     |           |
| 542                | Eringerfeld                  | Westphalen         | Lippstadt               | ZLB     |           |
| 543                | Endenich                     | Rheinprovinz       | Bonn                    | ZLB     |           |
| 544                | Gross-Stein                  | Schlesien          | Gross-Strehlitz         | ZLB     |           |
| 545                | Ostramondra                  | Sachsen            | Eckartsberga            | ZLB     |           |
| 546                | Ramersdorf                   | Rheinprovinz       | Bonn                    | ZLB     |           |
| 547                | Malitsch                     | Schlesien          | Jauer                   | ZLB     |           |
| 548                | Paffendorf                   | Rheinprovinz       | Bergheim                | ZLB     |           |
| 549                | Partheinen                   | Preussen           | Heiligenbeil            | ZLB     |           |
| 550                | Winnenthal                   | Rheinprovinz       | Mörs                    | ZLB     |           |
| 551                | Vorhaus                      | Schlesien          | Goldberg-Haynau         | ZLB     |           |
| 552                | Eltz                         | Rheinprovinz       | Mayen                   | ZLB     |           |
| 553                | Carwitz                      | Pommern            | Dramburg                | ZLB     |           |
| 554                | Vornholz                     | Westphalen         | Warendorf               | ZLB     |           |
| 555                | Carwesee                     | Brandenburg        | Ost-Havelland           | ZLB     |           |
| 556                | Mickrow                      | Pommern            | Stolp                   | ZLB     |           |
| 557                | Nothwendig                   | Posen              | Czarnikau               | ZLB     |           |
| 558                | Armenruh                     | Schlesien          | Goldberg-Haynau         | ZLB     |           |
| 559                | Bockum                       | Westphalen         | Meschede                | ZLB     |           |
| 560                | Redel                        | Pommern            | Belgard                 | ZLB     |           |
| 561                | Mehrenthin                   | Brandenburg        | Friedeberg              | ZLB     |           |
| 562                | Hülshoff                     | Westphalen         | Meschede                | ZLB     |           |
| 563                | Deutsch-Jägel                | Schlesien          | Strehlen                | ZLB     |           |
| 564                | Gross-Silber                 | Pommern            | Saatzig                 | ZLB     |           |
| 565                | Vinsebeck                    | Westphalen         | Höxter                  | ZLB     |           |
| 566                | Kahren                       | Brandenburg        | Cottbus                 | ZLB     |           |
| 567                | Trips                        | Rheinprovinz       | Geilenkirchen           | ZLB     |           |
| 568                | Pustow                       | Pommern            | Grimmen                 | ZLB     |           |
| 569                | Senden                       | Westphalen         | Lüdinghausen            | ZLB     |           |
| 570                | Mühlrädlitz                  | Schlesien          | Lüben                   | ZLB     |           |
| 571                | Burg Loersfeld               | Rheinprovinz       | Bergheim                | ZLB     |           |
| 572                | Draulitten                   | Preussen           | Preussisch Holland      | ZLB     |           |
| 573                | Peilau-Gladishof             | Schlesien          | Reichenbach             | ZLB     |           |
| 574                | Kutzerow                     | Brandenburg        | Prenzlau                | ZLB     |           |
| 575                | Megow                        | Pommern            | Pyritz                  | ZLB     |           |
| 576                | Petznick                     | Brandenburg        | Templin                 | ZLB     |           |
| 577                | Murchin                      | Pommern            | Greifswald              | ZLB     |           |
| 578                | Hanseberg                    | Brandenburg        | Königsberg              | ZLB     |           |
| 579                | Obernigk                     | Schlesien          | Trebnitz                | ZLB     |           |
| 580                | Sandfort                     | Westphalen         | Lüdinghausen            | ZLB     |           |
| 581                | Kerschitten                  | Preussen           | Preussisch Holland      | ZLB     |           |
| 582                | Giessmannsdorf               | Schlesien          | Bunzlau                 | ZLB     |           |
| 583                | Rheinsberg                   | Brandenburg        | Ruppin                  | ZLB     |           |
| 584                | Lembeck                      | Westphalen         | Recklinghausen          | ZLB     |           |
| 585                | Lähnhaus                     | Schlesien          | Löwenberg               | ZLB     |           |
| 586                | Burg-Argendorf               | Rheinprovinz       | Neuwied                 | ZLB     |           |
| 587                | Geisseln                     | Pommern            | Mohrungen               | ZLB     |           |
| 588                | Sibyllenort                  | Schlesien          | Oels                    | ZLB     |           |
| 589                | Haus Horst                   | Rheinprovinz       | Gladbach                | ZLB     |           |
| 590                | Gross Arnsdorf               | Preussen           | Mohrungen               | ZLB     |           |
| 591                | Miechowitz                   | Schlesien          | Beuthen                 | ZLB     |           |
| 592                | Ober Stentsch                | Brandenburg        | Züllichau-Schwiebus     | ZLB     |           |
| 593                | Burg Metternich              | Rheinprovinz       | Euskirchen              | ZLB     |           |
| 594                | Seubersdorf                  | Preussen           | Marienwerder            | ZLB     |           |
| 595                | Haus Diesdonk                | Rheinprovinz       | Geldern                 | ZLB     |           |
| 596                | Petershagen                  | Brandenburg        | Lebus                   | ZLB     |           |
| 597                | Moisdorf                     | Schlesien          | Jauer                   | ZLB     |           |
| 598                | Kloxin                       | Pommern            | Pyritz                  | ZLB     |           |
| 599                | Gallowitz                    | Schlesien          | Breslau                 | ZLB     |           |
| 600                | Rurich                       | Rheinprovinz       | Erkelenz                | ZLB     |           |
| Band 11, 1869–1870 | Band 11, 1869–1870           | Band 11, 1869–1870 | Band 11, 1869–1870      | zlb.de  | zlb.de    |
| 601                | Siedkow                      | Pommern            | Belgard                 | ZLB     |           |
| 602                | Üntrop                       | Westphalen         | Hamm                    | ZLB     |           |
| 603                | Rosenthal                    | Schlesien          | Schweidnitz             | ZLB     |           |
| 604                | Behlendorf                   | Brandenburg        | Lebus                   | ZLB     |           |
| 605                | Rombczyn                     | Posen              | Wongrowitz              | ZLB     |           |
| 606                | Hülhoven                     | Rheinprovinz       | Heinsberg               | ZLB     |           |
| 607                | Hirschfelde                  | Brandenburg        | Ober-Barnim             | ZLB     |           |
| 608                | Löwen                        | Schlesien          | Brieg                   | ZLB     |           |
| 609                | Volkardey                    | Rheinprovinz       | Düsseldorf              | ZLB     |           |
| 610                | Carzin                       | Pommern            | Fürstenthum Cammin      | ZLB     |           |
| 611                | Nieder-Neuendorf             | Brandenburg        | Ost-Havelland           | ZLB     |           |
| 612                | Altenhof                     | Rheinprovinz       | Kempen                  | ZLB     |           |
| 613                | Eichholz                     | Schlesien          | Liegnitz                | ZLB     |           |
| 614                | Muffendorf                   | Rheinprovinz       | Bonn                    | ZLB     |           |
| 615                | Felchow                      | Brandenburg        | Angermünde              | ZLB     |           |
| 616                | Koppen                       | Schlesien          | Brieg                   | ZLB     |           |
| 617                | Starnitz                     | Pommern            | Stolp                   | ZLB     |           |
| 618                | Nassadel                     | Schlesien          | Kreuzburg               | ZLB     |           |
| 619                | Langenau                     | Preussen           | Rosenberg               | ZLB     |           |
| 620                | Schloss Arff                 | Rheinprovinz       | Cöln                    | ZLB     |           |
| 621                | Schosdorf                    | Schlesien          | Löwenberg               | ZLB     |           |
| 622                | Tannhausen                   | Schlesien          | Waldenburg              | ZLB     |           |
| 623                | Schaffhausen                 | Westphalen         | Soest                   | ZLB     |           |
| 624                | Ostrometzko                  | Preussen           | Kulm                    | ZLB     |           |
| 625                | Bremenhain                   | Schlesien          | Rothenburg              | ZLB     |           |
| 626                | Schönau                      | Rheinprovinz       | Aachen                  | ZLB     |           |
| 627                | Gross-Grauden                | Schlesien          | Cosel                   | ZLB     |           |
| 628                | Geist                        | Westphalen         | Münster                 | ZLB     |           |
| 629                | Gross-Ellguth                | Schlesien          | Cosel                   | ZLB     |           |
| 630                | Ahrensburg                   | Schleswig-Holstein | Stormarn                | ZLB     |           |
| 631                | Pohlschildern                | Schlesien          | Liegnitz                | ZLB     |           |
| 632                | Knoop                        | Schleswig-Holstein | Schleswig               | ZLB     |           |
| 633                | Helmern                      | Westphalen         | Warburg                 | ZLB     |           |
| 634                | Jordansmühl                  | Schlesien          | Nimptsch                | ZLB     |           |
| 635                | Fahrenstedt                  | Schleswig-Holstein | Schleswig               | ZLB     |           |
| 636                | Canstein                     | Westphalen         | Brilon                  | ZLB     |           |
| 637                | Schweinitz                   | Schlesien          | Grünberg                | ZLB     |           |
| 638                | Harkotten                    | Westphalen         | Warendorf               | ZLB     |           |
| 639                | Lindau                       | Schleswig-Holstein | Eckernförde             | ZLB     |           |
| 640                | Langendorf                   | Schlesien          | Tost-Gleiwitz           | ZLB     |           |
| 641                | Horno                        | Brandenburg        | Spremberg               | ZLB     |           |
| 642                | Rochholz                     | Westphalen         | Hagen                   | ZLB     |           |
| 643                | Deichslau                    | Schlesien          | Steinau                 | ZLB     |           |
| 644                | Lang-Heinersdorf             | Brandenburg        | Züllichau-Schwiebus     | ZLB     |           |
| 645                | Wammen                       | Rheinprovinz       | Heinsberg               | ZLB     |           |
| 646                | Jakobsdorf                   | Schlesien          | Kreuzburg               | ZLB     |           |
| 647                | Cossenblatt                  | Brandenburg        | Beeskow-Storkow         | ZLB     |           |
| 648                | Wättrisch                    | Schlesien          | Nimptsch                | ZLB     |           |
| 649                | Zinnitz                      | Brandenburg        | Calau                   | ZLB     |           |
| 650                | Langenbrück                  | Westphalen         | Tecklenburg             | ZLB     |           |
| 651                | Dittersbach                  | Schlesien          | Wohlau                  | ZLB     |           |
| 652                | Schönberg                    | Preussen           | Rosenberg               | ZLB     |           |
| 653                | Gleissen                     | Brandenburg        | Sternberg               | ZLB     |           |
| 654                | Baranowitz                   | Schlesien          | Rybnik                  | ZLB     |           |
| 655                | Havixbeck                    | Westphalen         | Münster                 | ZLB     |           |
| 656                | Gaffron                      | Schlesien          | Steinau                 | ZLB     |           |
| 657                | Rogaesen                     | Sachsen            | Jerichow II             | ZLB     |           |
| 658                | Karbowo                      | Preussen           | Strasburg               | ZLB     |           |
| 659                | Zilmsdorf                    | Brandenburg        | Sorau                   | ZLB     |           |
| 660                | Kuttlau                      | Schlesien          | Glogau                  | ZLB     |           |
| Band 12, 1871–1873 | Band 12, 1871–1873           | Band 12, 1871–1873 | Band 12, 1871–1873      | zlb.de  | zlb.de    |
| 661                | Nieder-Schönhausen           | Brandenburg        | Nieder-Barnim           | ZLB     |           |
| 662                | Laskowitz                    | Preussen           | Schwetz                 | ZLB     | 081       |
| 663                | Pietrunke                    | Posen              | Chodziesen              | ZLB     |           |
| 664                | Burg Hemmerich               | Rheinprovinz       | Bonn                    | ZLB     |           |
| 665                | Walbeck                      | Sachsen            | Mansfelder Gebirgskreis | ZLB     |           |
| 666                | Echthausen                   | Westphalen         | Arnsberg                | ZLB     |           |
| 667                | Lampersdorf                  | Schlesien          | Frankenstein            | ZLB     |           |
| 668                | Sellendorf                   | Brandenburg        | Luckau                  | ZLB     |           |
| 669                | Leerodt                      | Rheinprovinz       | Geilenkirchen           | ZLB     |           |
| 670                | Ober-Lichtenau               | Schlesien          | Lauban                  | ZLB     |           |
| 671                | Wischelingen                 | Westphalen         | Dortmund                | ZLB     |           |
| 672                | Granitz                      | Pommern            | Rügen                   | ZLB     |           |
| 673                | Dedelow                      | Brandenburg        | Prenzlau                | ZLB     |           |
| 674                | Hohenpriessnitz              | Sachsen            | Delitzsch               | ZLB     |           |
| 675                | Raackow                      | Brandenburg        | Calau                   | ZLB     |           |
| 676                | Wottnogge                    | Pommern            | Stolp                   | ZLB     |           |
| 677                | Cawallen                     | Schlesien          | Trebnitz                | ZLB     |           |
| 678                | Velbrueggen                  | Rheinprovinz       | Neuss                   | ZLB     |           |
| 679                | Briesen                      | Brandenburg        | Cottbus                 | ZLB     |           |
| 680                | Neudeck                      | Preussen           | Rosenberg               | ZLB     |           |
| 681                | Wustrau                      | Brandenburg        | Ruppin                  | ZLB     |           |
| 682                | Witzschersdorf               | Sachsen            | Merseburg               | ZLB     |           |
| 683                | Zscheiplitz                  | Sachsen            | Querfurt                | ZLB     |           |
| 684                | Struenkede                   | Westphalen         | Bochum                  | ZLB     |           |
| 685                | Stolzenfels                  | Rheinprovinz       | Coblenz                 | ZLB     |           |
| 686                | Thale                        | Sachsen            | Aschersleben            | ZLB     |           |
| 687                | Wolfsburg                    | Rheinprovinz       | Bonn                    | ZLB     |           |
| 688                | Priemern                     | Sachsen            | Osterburg               | ZLB     |           |
| 689                | Rheineck                     | Rheinprovinz       | Ahrweiler               | ZLB     |           |
| 690                | Thamm                        | Schlesien          | Glogau                  | ZLB     |           |
| 691                | Peppenhoven                  | Rheinprovinz       | Rheinbach               | ZLB     |           |
| 692                | Steinhausen                  | Westphalen         | Halle                   | ZLB     |           |
| 693                | Mockrehna                    | Sachsen            | Torgau                  | ZLB     |           |
| 694                | Ehrenstein                   | Rheinprovinz       | Neuwied                 | ZLB     |           |
| 695                | Erdmannsdorf                 | Schlesien          | Hirschberg              | ZLB     |           |
| 696                | Sayn                         | Rheinprovinz       | Coblenz                 | ZLB     |           |
| 697                | Proetzel                     | Brandenburg        | Ober-Barnim             | ZLB     |           |
| 698                | Alme                         | Westphalen         | Brilon                  | ZLB     |           |
| 699                | Pouch                        | Sachsen            | Bitterfeld              | ZLB     |           |
| 700                | Tuernich                     | Rheinprovinz       | Bergheim                | ZLB     |           |
| 701                | Schraebsdorf                 | Schlesien          | Frankenstein            | ZLB     |           |
| 702                | Schweckhausen                | Westphalen         | Peckelsheim             | ZLB     |           |
| 703                | Ribbeck                      | Brandenburg        | West-Havelland          | ZLB     |           |
| 704                | Roitzsch                     | Sachsen            | Torgau                  | ZLB     |           |
| 705                | Mallinkrodt                  | Westphalen         | Hagen                   | ZLB     |           |
| 706                | Tolz                         | Pommern            | Saatzig                 | ZLB     |           |
| 707                | Benkendorf                   | Sachsen            | Merseburg               | ZLB     |           |
| 708                | Rheinstein                   | Rheinprovinz       | St. Goar                | ZLB     |           |
| 709                | Angern                       | Sachsen            | Wolmirstedt             | ZLB     |           |
| 710                | Borlinghausen                | Westphalen         | Warburg                 | ZLB     |           |
| 711                | Gross Schwansfeld            | Preussen           | Friedland               | ZLB     |           |
| 712                | Ketschdorf                   | Schlesien          | Schönau                 | ZLB     |           |
| 713                | Krickenbeck                  | Rheinprovinz       | Geldern                 | ZLB     |           |
| 714                | Haselberg                    | Brandenburg        | Ober-Barnim             | ZLB     |           |
| 715                | Ittlingen                    | Westphalen         | Lüdinghausen            | ZLB     |           |
| 716                | Gerbstedt                    | Sachsen            | Mansfelder See-Kreis    | ZLB     |           |
| 717                | Mertensdorf                  | Preussen           | Friedland               | ZLB     |           |
| 718                | Müddersheim                  | Rheinprovinz       | Düren                   | ZLB     |           |
| 719                | Kannenberg                   | Sachsen            | Osterburg               | ZLB     |           |
| 720                | Hardehausen                  | Westphalen         | Warburg                 | ZLB     |           |
| Band 13, 1873–1874 | Band 13, 1873–1874           | Band 13, 1873–1874 | Band 13, 1873–1874      | zlb.de  | zlb.de    |
| 721                | Schloss Braunfels            | Rheinprovinz       | Wetzlar                 | ZLB     |           |
| 722                | Liebstein                    | Schlesien          | Görlitz                 | ZLB     |           |
| 723                | Barby                        | Sachsen            | Calbe                   | ZLB     |           |
| 724                | Frankenberg                  | Rheinprovinz       | Aachen                  | ZLB     |           |
| 725                | Fuchsberg                    | Preussen           | Fischhausen             | ZLB     |           |
| 726                | Neukirchen                   | Sachsen            | Osterburg               | ZLB     |           |
| 727                | Freusburg                    | Rheinprovinz       | Altenkirchen            | ZLB     |           |
| 728                | Rittershain                  | Hessen             | Rotenburg               | ZLB     |           |
| 729                | Petzkendorf                  | Sachsen            | Querfurt                | ZLB     |           |
| 730                | Georgenburg                  | Preussen           | Insterburg              | ZLB     |           |
| 731                | Dreiborn                     | Rheinprovinz       | Schleiden               | ZLB     |           |
| 732                | Burg Brumby                  | Sachsen            | Calbe                   | ZLB     |           |
| 733                | Schulzendorf                 | Brandenburg        | Ober-Barnim             | ZLB     |           |
| 734                | Kilgis                       | Preussen           | Pr. Eylau               | ZLB     |           |
| 735                | Schloss Domnau               | Preussen           | Friedland               | ZLB     |           |
| 736                | Wittenmoor                   | Sachsen            | Stendal                 | ZLB     |           |
| 737                | Flamersheim                  | Rheinprovinz       | Rheinbach               | ZLB     |           |
| 738                | Czestram-Golejewko           | Posen              | Kroeben                 | ZLB     |           |
| 739                | Tussainen                    | Preussen           | Ragnit                  | ZLB     |           |
| 740                | Briest                       | Sachsen            | Stendal                 | ZLB     |           |
| 741                | Rengerslage                  | Sachsen            | Osterburg               | ZLB     |           |
| 742                | Ahrenthal                    | Rheinprovinz       | Ahrweiler               | ZLB     |           |
| 743                | Schloss Mansfeld             | Sachsen            | Mansfelder Gebirgskreis | ZLB     |           |
| 744                | Schloss Neuwied              | Rheinprovinz       | Neuwied                 | ZLB     |           |
| 745                | Bärsdorf                     | Schlesien          | Goldberg-Haynau         | ZLB     |           |
| 746                | Schloss Gerdauen             | Preussen           | Gerdauen                | ZLB     |           |
| 747                | Burg Vlatten                 | Rheinprovinz       | Schleiden               | ZLB     |           |
| 748                | Hansdorf                     | Preussen           | Elbing                  | ZLB     |           |
| 749                | Sontra                       | Hessen             | Cassel                  | ZLB     |           |
| 750                | Crüden                       | Sachsen            | Osterburg               | ZLB     |           |
| 751                | Bergerhausen                 | Rheinprovinz       | Bergheim                | ZLB     |           |
| 752                | Gorzechowko                  | Preussen           | Strasburg               | ZLB     |           |
| 753                | Maxdorf                      | Sachsen            | Calbe                   | ZLB     |           |
| 754                | Jerskewitz                   | Pommern            | Stolp                   | ZLB     |           |
| 755                | Genslack                     | Preussen           | Wehlau                  | ZLB     |           |
| 756                | Brostowo                     | Posen              | Wirsitz                 | ZLB     |           |
| 757                | Bechau                       | Schlesien          | Neisse                  | ZLB     |           |
| 758                | Mückenberg                   | Sachsen            | Liebenwerda             | ZLB     |           |
| 759                | Winterbüren                  | Hessen             | Cassel                  | ZLB     |           |
| 760                | Lübtow                       | Pommern            | Pyritz                  | ZLB     |           |
| 761                | Schloss Gracht               | Rheinprovinz       | Euskirchen              | ZLB     |           |
| 762                | Carlsburg                    | Sachsen            | Sangerhausen            | ZLB     |           |
| 763                | Gültz                        | Pommern            | Demmin                  | ZLB     |           |
| 764                | Venne                        | Westphalen         | Lüdinghausen            | ZLB     |           |
| 765                | Weigelsdorf                  | Schlesien          | Reichenbach             | ZLB     |           |
| 766                | Niedergebra                  | Sachsen            | Nordhausen              | ZLB     |           |
| 767                | Jannewitz                    | Pommern            | Lauenburg               | ZLB     |           |
| 768                | Wilhelmshöhe                 | Hessen             | Cassel                  | ZLB     |           |
| 769                | Kreppelhof                   | Schlesien          | Landeshut               | ZLB     |           |
| 770                | Gross-Glienicke              | Brandenburg        | Ost-Havelland           | ZLB     |           |
| 771                | Ehreshofen                   | Rheinprovinz       | Wipperfürth             | ZLB     |           |
| 772                | Wolkramshausen               | Sachsen            | Nordhausen              | ZLB     | 834       |
| 773                | Nieder-Peilau Schlössel      | Schlesien          | Reichenbach             | ZLB     |           |
| 774                | Westheim                     | Westphalen         | Büren                   | ZLB     |           |
| 775                | Bedra                        | Sachsen            | Querfurt                | ZLB     |           |
| 776                | Eckersdorf                   | Schlesien          | Namslau                 | ZLB     |           |
| 777                | Schloss Breill               | Rheinprovinz       | Geilenkirchen           | ZLB     |           |
| 778                | Westerwinkel                 | Westphalen         | Lüdinghausen            | ZLB     |           |
| 779                | Wülfingerode                 | Sachsen            | Nordhausen              | ZLB     |           |
| 780                | Gross-Peterwitz              | Schlesien          | Trebnitz                | ZLB     |           |
| Band 14, 1875–1877 | Band 14, 1875–1877           | Band 14, 1875–1877 | Band 14, 1875–1877      | zlb.de  | zlb.de    |
| 781                | Königswalde                  | Brandenburg        | Sternberg               | ZLB     |           |
| 782                | Schellenberg                 | Rheinprovinz       | Duisburg-Essen          | ZLB     |           |
| 783                | Wernburg                     | Sachsen            | Ziegenrück              | ZLB     |           |
| 784                | Dahme                        | Schlesien          | Wohlau                  | ZLB     |           |
| 785                | Kützkow                      | Sachsen            | Jerichow II (Genthin)   | ZLB     |           |
| 786                | Heiligenhoven                | Rheinprovinz       | Wipperfürth             | ZLB     |           |
| 787                | Jacobsdorf                   | Schlesien          | Falkenberg              | ZLB     |           |
| 788                | Hemmersbach                  | Rheinprovinz       | Bergheim                | ZLB     |           |
| 789                | Brauchitschdorf              | Schlesien          | Lüben                   | ZLB     |           |
| 790                | Menzlin                      | Pommern            | Greifswald              | ZLB     |           |
| 791                | Wust                         | Sachsen            | Jerichow II (Genthin)   | ZLB     |           |
| 792                | Ruine Bolzenschloss          | Schlesien          | Schönau                 | ZLB     |           |
| 793                | Gütergotz                    | Brandenburg        | Teltow                  | ZLB     |           |
| 794                | Schloss Neindorf             | Sachsen            | Oschersleben            | ZLB     |           |
| 795                | Mroczen                      | Posen              | Schildberg              | ZLB     |           |
| 796                | Laasow                       | Brandenburg        | Calau                   | ZLB     |           |
| 797                | Ostrau                       | Sachsen            | Bitterfeld              | ZLB     |           |
| 798                | Krischow                     | Brandenburg        | Cottbus                 | ZLB     |           |
| 799                | Maiwaldau                    | Schlesien          | Schönau                 | ZLB     |           |
| 800                | Ogrosen                      | Brandenburg        | Calau                   | ZLB     |           |
| 801                | Rossoszyca                   | Posen              | Adelnau                 | ZLB     |           |
| 802                | Burg Kemnitz                 | Sachsen            | Bitterfeld              | ZLB     |           |
| 803                | St. Matthias                 | Rheinprovinz       | Trier                   | ZLB     |           |
| 804                | Muhrau                       | Schlesien          | Striegau                | ZLB     |           |
| 805                | Liebenow                     | Brandenburg        | Landsberg               | ZLB     |           |
| 806                | Radis                        | Sachsen            | Wittenberg              | ZLB     |           |
| 807                | Haus Öfte                    | Rheinprovinz       | Elberfeld               | ZLB     |           |
| 808                | Klein-Werther                | Sachsen            | Nordhausen              | ZLB     |           |
| 809                | Werben                       | Brandenburg        | Cottbus                 | ZLB     |           |
| 810                | Schloss Coblenz              | Rheinprovinz       | Coblenz                 | ZLB     |           |
| 811                | Ober-Wiederstedt             | Sachsen            | Mansfelder Gebirgskreis | ZLB     |           |
| 812                | Gulben                       | Brandenburg        | Cottbus                 | ZLB     |           |
| 813                | Burg Frentz                  | Rheinprovinz       | Düren                   | ZLB     |           |
| 814                | Muldenstein                  | Sachsen            | Bitterfeld              | ZLB     |           |
| 815                | Brynnek                      | Schlesien          | Tost-Gleiwitz           | ZLB     |           |
| 816                | Cadinen                      | Preussen           | Elbing                  | ZLB     |           |
| 817                | Elsum                        | Rheinprovinz       | Heinsberg               | ZLB     |           |
| 818                | Hammer                       | Brandenburg        | Züllichau-Schwiebus     | ZLB     |           |
| 819                | Alt-Jessnitz                 | Sachsen            | Bitterfeld              | ZLB     |           |
| 820                | Pitschen                     | Schlesien          | Striegau                | ZLB     |           |
| 821                | Neu-Döbern                   | Brandenburg        | Calau                   | ZLB     |           |
| 822                | Kloster Haeseler             | Sachsen            | Eckartsberga            | ZLB     | 504       |
| 823                | Zweibrüggen                  | Rheinprovinz       | Geilenkirchen           | ZLB     |           |
| 824                | Zernikow                     | Brandenburg        | Soldin                  | ZLB     |           |
| 825                | Kaltwasser                   | Schlesien          | Lüben                   | ZLB     |           |
| 826                | Linzenich                    | Rheinprovinz       | Jülich                  | ZLB     |           |
| 827                | Wintdorf                     | Brandenburg        | Cottbus                 | ZLB     |           |
| 828                | Eckersdorf                   | Schlesien          | Neurode                 | ZLB     |           |
| 829                | Hohensolms                   | Rheinprovinz       | Wetzlar                 | ZLB     |           |
| 830                | Krossen                      | Brandenburg        | Luckau                  | ZLB     |           |
| 831                | Klein Pramsen                | Schlesien          | Neustadt                | ZLB     |           |
| 832                | Buslar                       | Rheinprovinz       | Erkelenz                | ZLB     |           |
| 833                | Reuden                       | Brandenburg        | Calau                   | ZLB     |           |
| 834                | Wolkramshausen II            | Sachsen            | Nordhausen              | ZLB     | 772       |
| 835                | Briesen                      | Brandenburg        | Luckau                  | ZLB     |           |
| 836                | Rübenach                     | Rheinprovinz       | Coblenz                 | ZLB     |           |
| 837                | Birkholz                     | Brandenburg        | Beeskow-Storkow         | ZLB     |           |
| 838                | Kittlitztreben               | Schlesien          | Bunzlau                 | ZLB     |           |
| 839                | Ossenberg                    | Rheinprovinz       | Mörs                    | ZLB     |           |
| 840                | Dahlwitz                     | Brandenburg        | Nieder-Barnim           | ZLB     |           |
| Band 15, 1878–1880 | Band 15, 1878–1880           | Band 15, 1878–1880 | Band 15, 1878–1880      | zlb.de  | zlb.de    |
| 841                | Eicks                        | Rheinprovinz       | Schleiden               | ZLB     |           |
| 842                | Ascherode                    | Sachsen            | Nordhausen              | ZLB     |           |
| 843                | Schloss Nörvenich            | Rheinprovinz       | Düren                   | ZLB     |           |
| 844                | Burg Nörvenich. Harferburg   | Rheinprovinz       | Düren                   | ZLB     |           |
| 845                | Norock                       | Schlesien          | Falkenberg              | ZLB     |           |
| 846                | Emmaburg                     | Rheinprovinz       | Eupen                   | ZLB     |           |
| 847                | Grubno                       | Preussen           | Kulm                    | ZLB     |           |
| 848                | Heidehaus                    | Schlesien          | Falkenberg              | ZLB     |           |
| 849                | Grosse Burg Klein-Büllesheim | Rheinprovinz       | Rheinbach               | ZLB     |           |
| 850                | Neuhoff                      | Schlesien          | Hirschberg              | ZLB     |           |
| 851                | Conradsheim                  | Rheinprovinz       | Euskirchen              | ZLB     |           |
| 852                | Niewodnik                    | Schlesien          | Falkenberg              | ZLB     |           |
| 853                | Luschwitz                    | Posen              | Fraustadt               | ZLB     |           |
| 854                | Steine                       | Schlesien          | Oels                    | ZLB     |           |
| 855                | Haus Neuhaus                 | Rheinprovinz       | Eupen                   | ZLB     |           |
| 856                | Rodeland                     | Schlesien          | Schönau                 | ZLB     |           |
| 857                | Samter                       | Posen              | Samter                  | ZLB     |           |
| 858                | Ober-Frankleben              | Sachsen            | Merseburg               | ZLB     |           |
| 859                | Gudenau                      | Rheinprovinz       | Bonn                    | ZLB     |           |
| 860                | Neudorf                      | Posen              | Samter                  | ZLB     |           |
| 861                | Wilhelmsburg                 | Schlesien          | Bolkenhain              | ZLB     |           |
| 862                | Bangert                      | Rheinprovinz       | Kreuznach               | ZLB     |           |
| 863                | Wasowo                       | Posen              | Buk                     | ZLB     |           |
| 864                | Tiefhartmannsdorf            | Schlesien          | Schönau                 | ZLB     |           |
| 865                | Potulice                     | Posen              | Bromberg                | ZLB     |           |
| 866                | Jeschkendorf                 | Schlesien          | Liegnitz                | ZLB     |           |
| 867                | Kitzburg                     | Rheinprovinz       | Bonn                    | ZLB     |           |
| 868                | Plauen                       | Preussen           | Wehlau                  | ZLB     |           |
| 869                | Runowo                       | Posen              | Wirsitz                 | ZLB     |           |
| 870                | Oels                         | Schlesien          | Oels                    | ZLB     |           |
| 871                | Bernstadt                    | Schlesien          | Oels                    | ZLB     |           |
| 872                | Bollheim                     | Rheinprovinz       | Euskirchen              | ZLB     |           |
| 873                | Bodenheim                    | Rheinprovinz       | Euskirchen              | ZLB     |           |
| 874                | Burg Ranis                   | Sachsen            | Ziegenrück              | ZLB     |           |
| 875                | Gondorf                      | Rheinprovinz       | Mayen                   | ZLB     |           |
| 876                | Bomst (Augusthöhe)           | Posen              | Bomst                   | ZLB     |           |
| 877                | Friedersdorf                 | Schlesien          | Lauban                  | ZLB     |           |
| 878                | Sollstedt                    | Sachsen            | Nordhausen              | ZLB     |           |
| 879                | Posadowo                     | Posen              | Buk                     | ZLB     |           |
| 880                | Gymnich                      | Rheinprovinz       | Euskirchen              | ZLB     |           |
| 881                | Schwierse                    | Schlesien          | Oels                    | ZLB     |           |
| 882                | Haus Boegge                  | Westphalen         | Hamm                    | ZLB     |           |
| 883                | Gay                          | Posen              | Samter                  | ZLB     |           |
| 884                | Ramersdorf                   | Rheinprovinz       | Bonn                    | ZLB     |           |
| 885                | Hohenhausen                  | Posen              | Bromberg                | ZLB     |           |
| 886                | Buchwald                     | Schlesien          | Hirschberg              | ZLB     |           |
| 887                | Strzelewo                    | Posen              | Bromberg                | ZLB     |           |
| 888                | Kleeburg                     | Rheinprovinz       | Rheinbach               | ZLB     |           |
| 889                | Hundisburg                   | Sachsen            | Neuhaldensleben         | ZLB     |           |
| 890                | Rostin                       | Brandenburg        | Soldin                  | ZLB     |           |
| 891                | Schloss Berlepsch            | Hessen-Nassau      | Witzenhausen            | ZLB     |           |
| 892                | Koenigsborn                  | Sachsen            | Jerichow I              | ZLB     |           |
| 893                | Britz                        | Brandenburg        | Teltow                  | ZLB     | 943       |
| 894                | Burg Ziesar                  | Sachsen            | Jerichow I              | ZLB     |           |
| 895                | Arnsdorf                     | Schlesien          | Görlitz                 | ZLB     |           |
| 896                | Emden                        | Sachsen            | Neuhaldensleben         | ZLB     |           |
| 897                | Bodendorf                    | Sachsen            | Neuhaldensleben         | ZLB     |           |
| 898                | Meffersdorf                  | Schlesien          | Lauban                  | ZLB     |           |
| 899                | Haus Carwe                   | Brandenburg        | Ruppin                  | ZLB     |           |
| 900                | Uhyst an der Spree           | Schlesien          | Hoyerswerda             | ZLB     |           |
| Band 16, 1881–1883 | Band 16, 1881–1883           | Band 16, 1881–1883 | Band 16, 1881–1883      | zlb.de  | zlb.de    |
| 901                | Greiffenstein                | Schlesien          | Löwenberg               | ZLB     |           |
| 902                | Althaldensleben              | Sachsen            | Neuhaldensleben         | ZLB     |           |
| 903                | Gorzyn                       | Posen              | Birnbaum                | ZLB     |           |
| 904                | Döbschütz                    | Schlesien          | Görlitz                 | ZLB     |           |
| 905                | Schloss Ilsenburg            | Sachsen            | Wernigerode             | ZLB     |           |
| 906                | Stoellen                     | Brandenburg        | West-Havelland          | ZLB     |           |
| 907                | Ober-Gebelzig                | Schlesien          | Rothenburg              | ZLB     |           |
| 908                | Deuna (Hinterhof)            | Sachsen            | Worbis                  | ZLB     |           |
| 909                | Malinie                      | Posen              | Pleschen                | ZLB     |           |
| 910                | Merödgen                     | Rheinprovinz       | Düren                   | ZLB     |           |
| 911                | Isterbies                    | Sachsen            | Jerichow I              | ZLB     |           |
| 912                | Klein-Rosen                  | Schlesien          | Striegau                | ZLB     |           |
| 913                | Krenzlin                     | Brandenburg        | Ruppin                  | ZLB     |           |
| 914                | Rosbitek                     | Posen              | Birnbaum                | ZLB     |           |
| 915                | Jahmen                       | Schlesien          | Rothenburg              | ZLB     |           |
| 916                | Hainrode                     | Sachsen            | Worbis                  | ZLB     |           |
| 917                | Gora                         | Posen              | Pleschen                | ZLB     |           |
| 918                | Kuchelberg                   | Schlesien          | Liegnitz                | ZLB     |           |
| 919                | Meseberg                     | Brandenburg        | Ruppin                  | ZLB     |           |
| 920                | Kühlseggen                   | Rheinprovinz       | Euskirchen              | ZLB     |           |
| 921                | Stabelwitz                   | Schlesien          | Breslau                 | ZLB     |           |
| 922                | Sobotka                      | Posen              | Pleschen                | ZLB     |           |
| 923                | Rauschendorf                 | Brandenburg        | Ruppin                  | ZLB     |           |
| 924                | Kieslingswalde               | Schlesien          | Görlitz                 | ZLB     |           |
| 925                | Hiller Gaertringen           | Posen              | Meseritz                | ZLB     |           |
| 926                | Krischa                      | Schlesien          | Görlitz                 | ZLB     |           |
| 927                | Garz                         | Brandenburg        | Ruppin                  | ZLB     |           |
| 928                | Ullersdorf                   | Schlesien          | Rothenburg              | ZLB     |           |
| 929                | Zezenow                      | Pommern            | Stolp                   | ZLB     |           |
| 930                | Waltersdorf                  | Schlesien          | Löwenberg               | ZLB     |           |
| 931                | Dieskau                      | Sachsen            | Saalkreis               | ZLB     |           |
| 932                | Glumbowitz                   | Schlesien          | Wohlau                  | ZLB     |           |
| 933                | Luechfeld                    | Brandenburg        | Ruppin                  | ZLB     |           |
| 934                | Kniegnitz                    | Schlesien          | Lüben                   | ZLB     |           |
| 935                | Haus Wehnde                  | Sachsen            | Worbis                  | ZLB     |           |
| 936                | Tzschocha                    | Schlesien          | Lauban                  | ZLB     |           |
| 937                | Schönwerder A.               | Pommern            | Pyritz                  | ZLB     |           |
| 938                | Schönwerder B                | Pommern            | Pyritz                  | ZLB     |           |
| 939                | Schloss Hardenberg           | Rheinprovinz       | Mettmann                | ZLB     |           |
| 940                | Luebchen                     | Schlesien          | Guhrau                  | ZLB     |           |
| 941                | Blumberg                     | Pommern            | Pyritz                  | ZLB     |           |
| 942                | Succow                       | Pommern            | Pyritz                  | ZLB     |           |
| 943                | Britz                        | Brandenburg        | Teltow                  | ZLB     | 893       |
| 944                | Jänkendorf                   | Schlesien          | Rothenburg              | ZLB     |           |
| 945                | Sandow                       | Pommern            | Pyritz                  | ZLB     |           |
| 946                | Hohenbocka                   | Schlesien          | Hoyerswerda             | ZLB     |           |
| 947                | Falkenberg                   | Pommern            | Pyritz                  | ZLB     |           |
| 948                | Schwengfeld                  | Schlesien          | Ratibor                 | ZLB     |           |
| 949                | Gallingen                    | Preussen           | Friedland               | ZLB     |           |
| 950                | Jannowitz                    | Schlesien          | Schönau                 | ZLB     |           |
| 951                | Lipsa                        | Schlesien          | Hoyerswerda             | ZLB     |           |
| 952                | Ostrichen                    | Schlesien          | Lauban                  | ZLB     |           |
| 953                | Lohm II                      | Brandenburg        | Ost-Priegnitz           | ZLB     |           |
| 954                | Tschirnitz                   | Schlesien          | Glogau                  | ZLB     |           |
| 955                | Zingst                       | Sachsen            | Querfurt                | ZLB     |           |
| 956                | Nebra                        | Sachsen            | Querfurt                | ZLB     |           |
| 957                | Schönbruch                   | Preussen           | Friedland               | ZLB     |           |
| 958                | Szrodke                      | Posen              | Birnbaum                | ZLB     |           |
| 959                | Tschammendorf                | Schlesien          | Breslau                 | ZLB     |           |
| 960                | Das Marmorpalais             | Brandenburg        | Potsdam                 | ZLB     |           |